# Xã Spring Valley, Quận Monona, Iowa
Xã Spring Valley (tiếng Anh: Spring Valley Township) là một xã thuộc quận Monona, tiểu bang Iowa, Hoa Kỳ. Năm 2010, dân số của xã này là 402 người.